# Irina Müller
Irina Müller   (Leipzig, 10 d'octubre de 1951), de casada Weiße, és una ex-remadora alemanya que va competir durant la dècada de 1970.
El 1976 va prendre part en els Jocs Olímpics de Mont-real, on guanyà la medalla d'or en la competició del vuit amb timoner del programa de rem. En el seu palmarès també destaquen dues medalles d'or al Campionat del món de rem i una de plata i una de bronze al Campionat d'Europa de rem.
Era espia de la Stasi sota el nom en clau "Ines".